# Lincoln Town Car
Lincoln Town Car (укр. Лінкольн Таун-Кар) — американський шестимісний задньопривідний легковий автомобіль категорії «люкс» з рамним шасі і двигуном V8, що випускається з 1981 року підрозділом Lincoln — Mercury компанії Ford Motor Company.
Назва Town Car — «міський седан» (калька з фр. Sedan de ville) має давню історію в рамках модельного ряду компанії «Ford». Спочатку так позначався особливий тип лімузина, популярний в 1920-х роках і мав закритий пасажирський салон ззаду і відкрито розташоване сидіння водія спереду.
Перший Lincoln, що носив це ім'я, був побудований в 1922 році особисто для Генрі Форда I. Після цього воно не використовувалося до 1959 року, коли з'явився Lincoln Continental Town Car, колишня особлива версія лімузина на базі серійного Lincoln Continental. Наступне використання назви відноситься лише до 1969 року, коли покупцям Lincoln Continental був запропонований пакет опцій Town Car, що включав поліпшену обробку інтер'єра й екстер'єру автомобіля. У такому вигляді воно використовувалося до 1981 року, коли з'явився Lincoln Town Car вже як самостійна модель.

## Continental Town Car

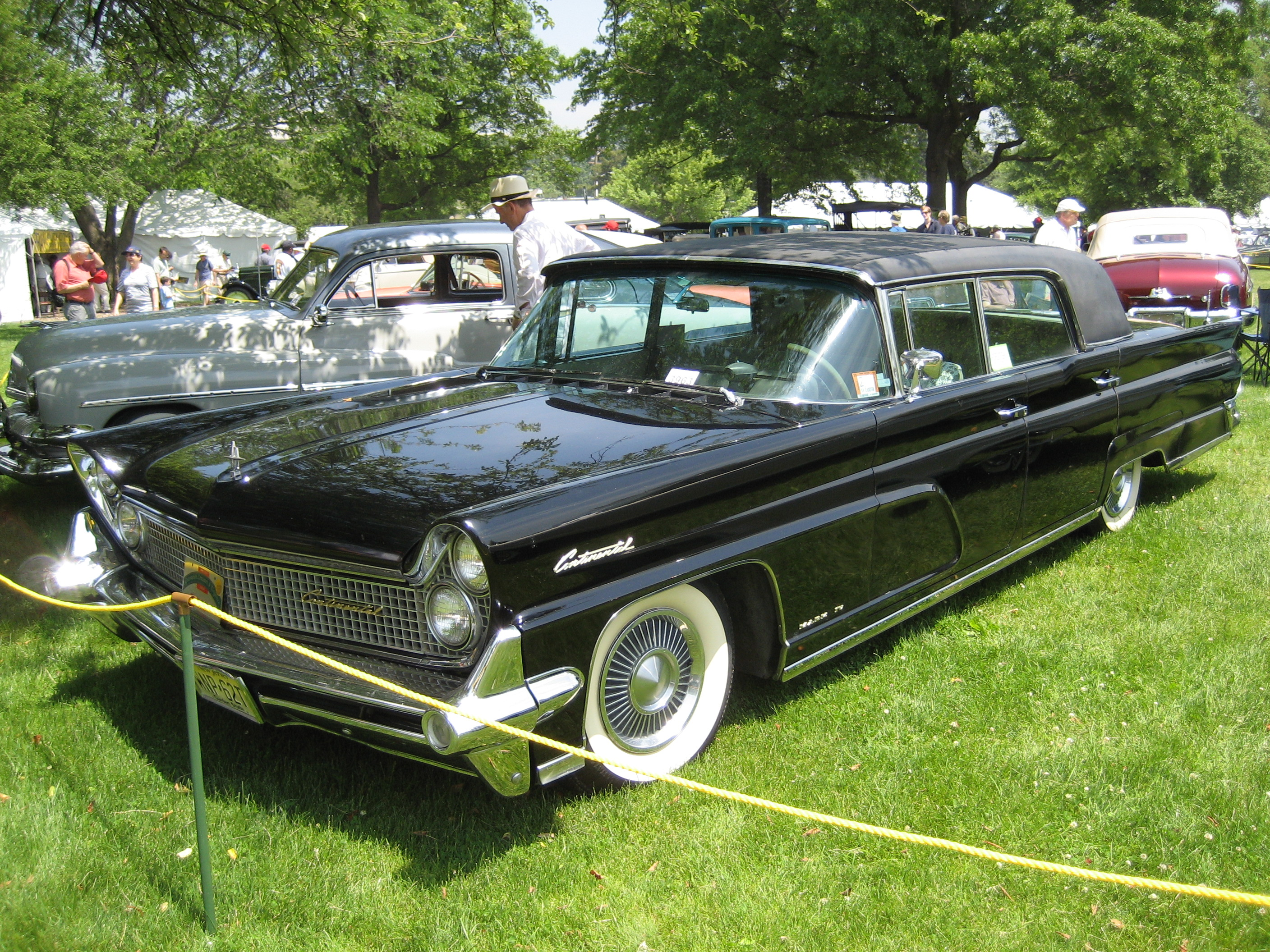
Lincoln Continental Town Car (1959)
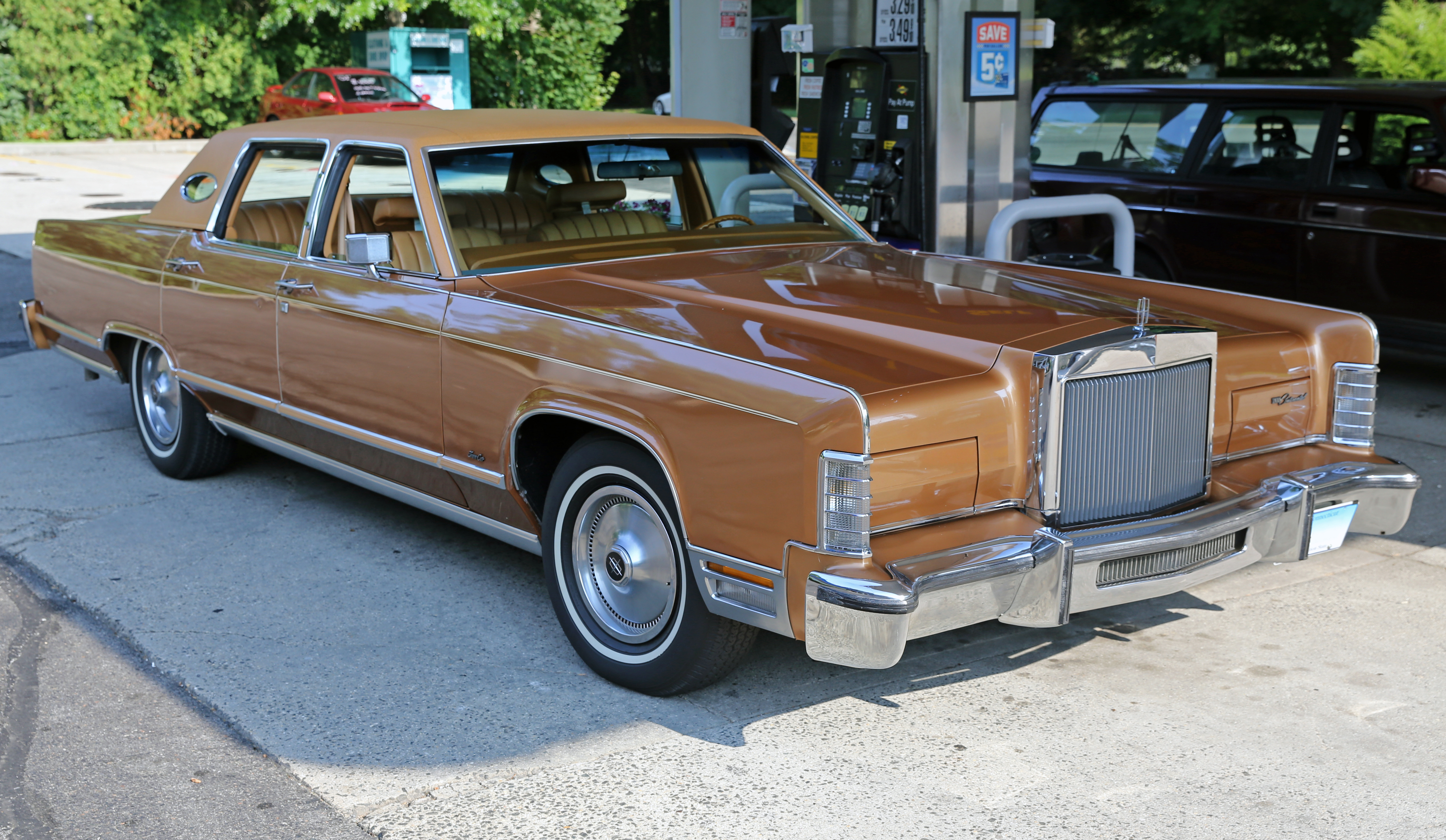
Lincoln Continental Town Car (1978-1979)
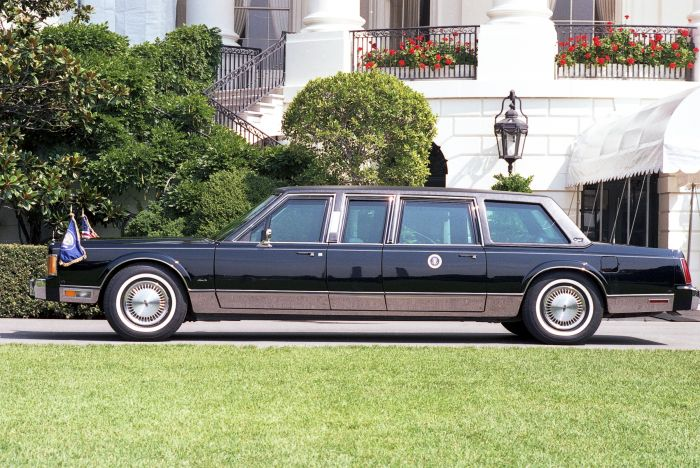
Lincoln Town Car Джорджа Буша (1989)

## Перше покоління (1981–1989)

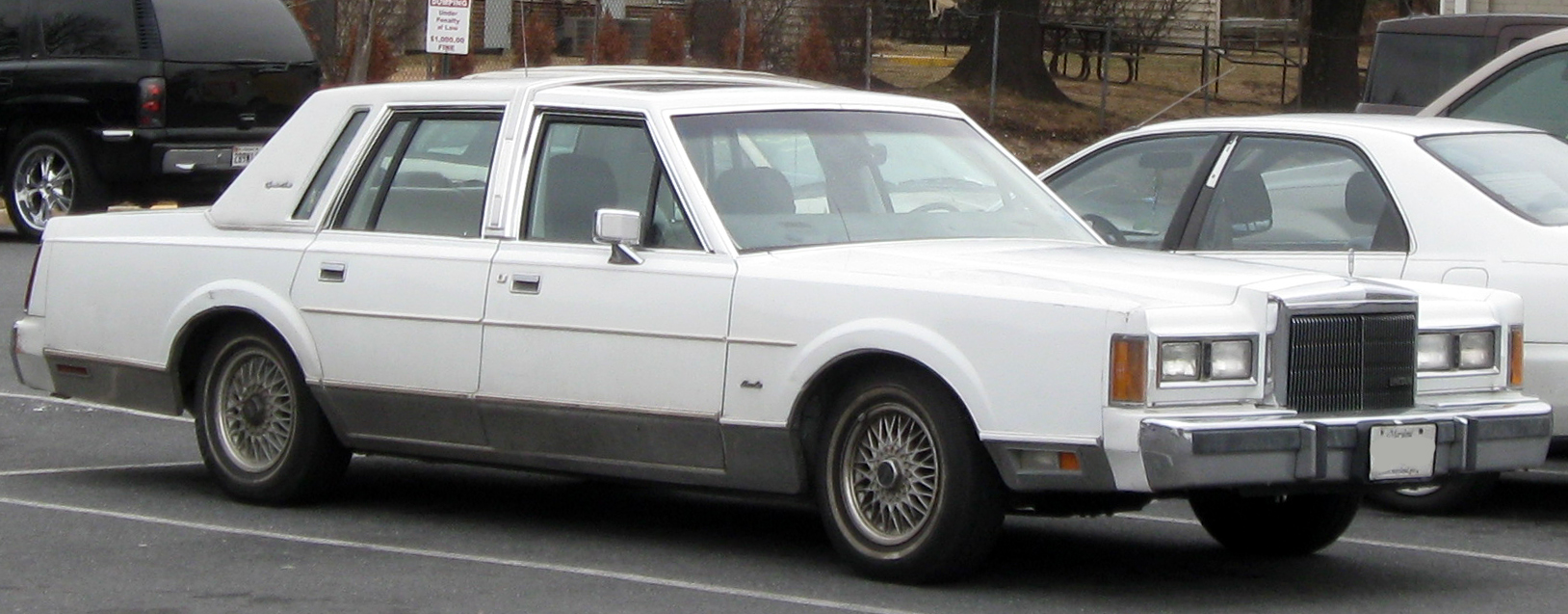
Lincoln Town Car 1 (1981–1989)

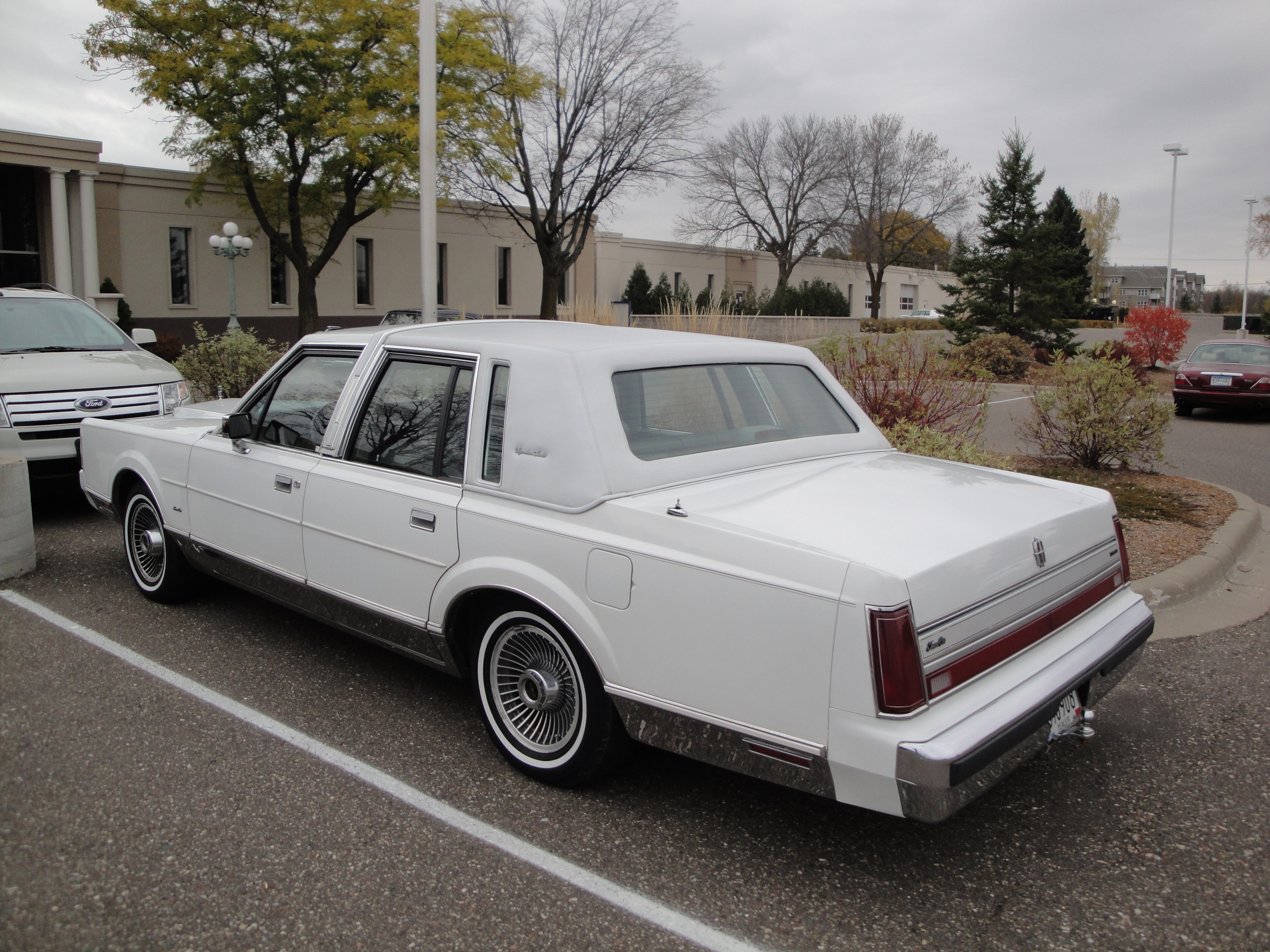
Вид Linconl Town Car 1 ззаду

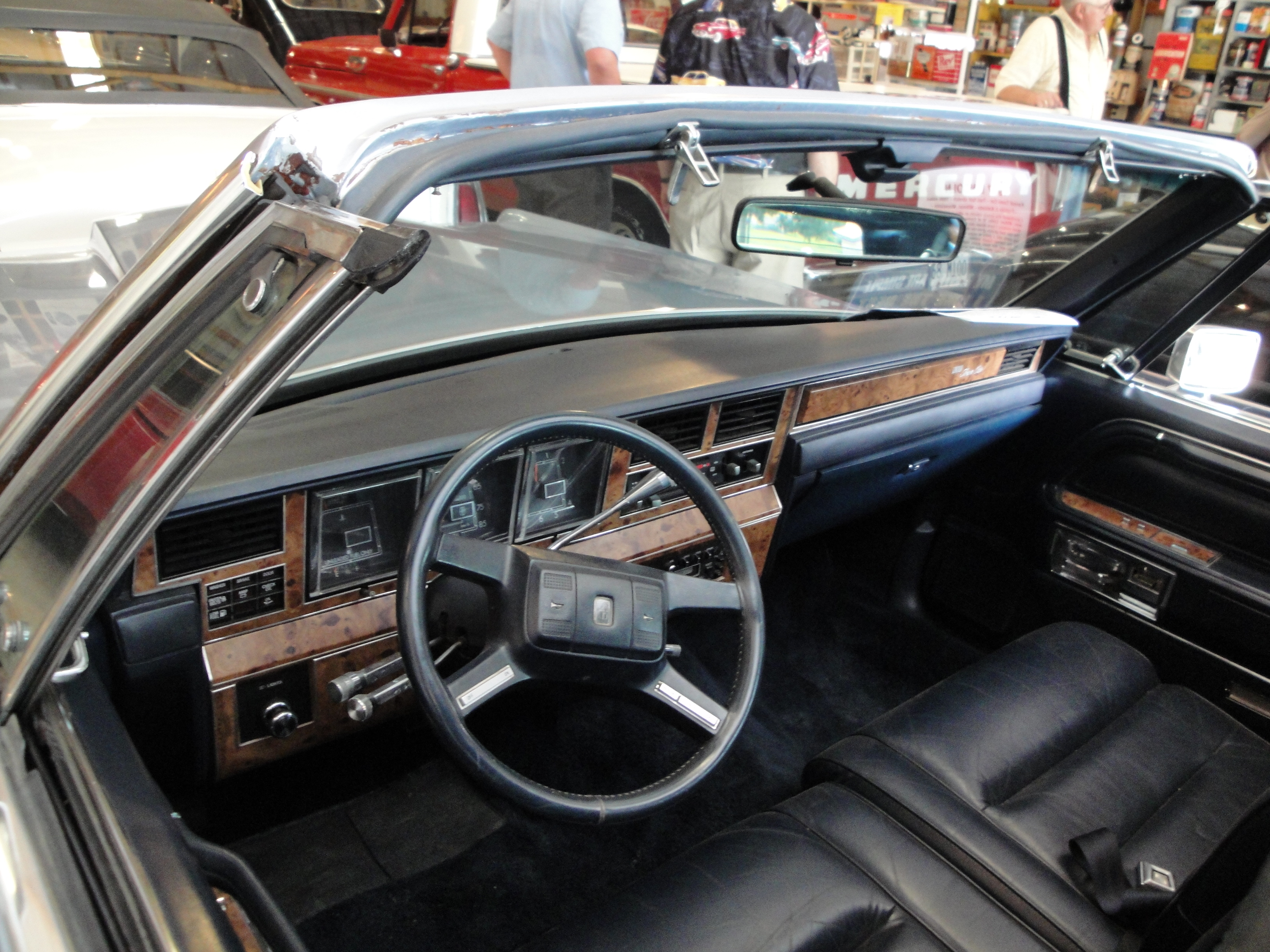
Салон Lincoln Town Car 1 (1987)

Lincoln Town Car побудований на тій же платформі Panther, що й моделі Mercury Grand Marquis та Ford Crown Victoria та є останніми традиційними американськими повнорозмірними седанами, розквіт яких припав на шістдесяті — першу половину сімдесятих років XX століття. Решта північноамериканські автомобілі категорії fullsize в наші дні хоча формально і вважаються однокласні з моделями платформи Panther, але насправді істотно поступаються їм за зовнішніми габаритами і сильно відрізняються від них конструктивно; зокрема, до недавнього часу практично всі вони мали привід на передні колеса, більшість оснащується шестициліндровими двигунами, і жоден з них не має окремої від кузова рами.

### Двигуни
- 4.9 л Ford 5.0 Windsor V8 130-160 к.с. 312-380 Нм

## Друге покоління (1990–1997)

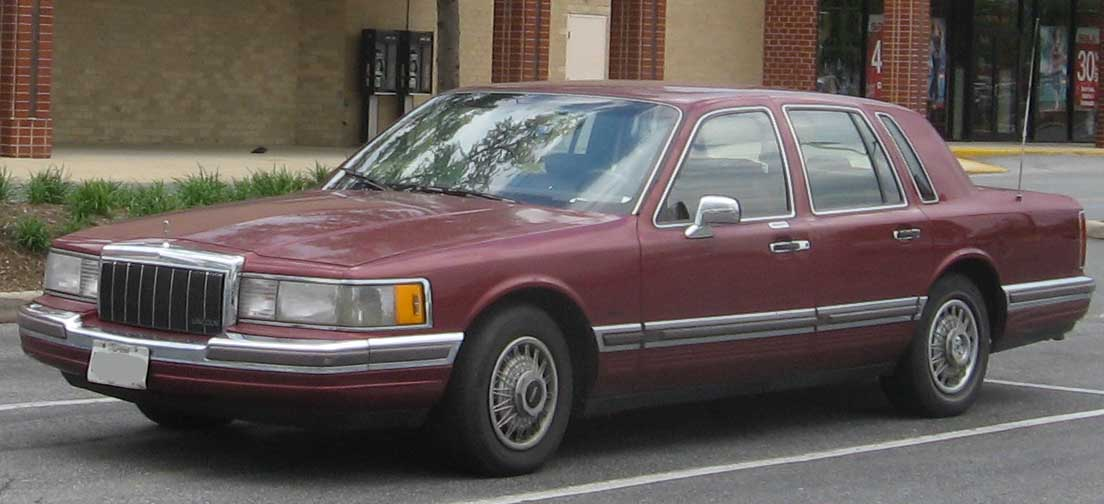
Lincoln Town Car 2 (1990–1997)

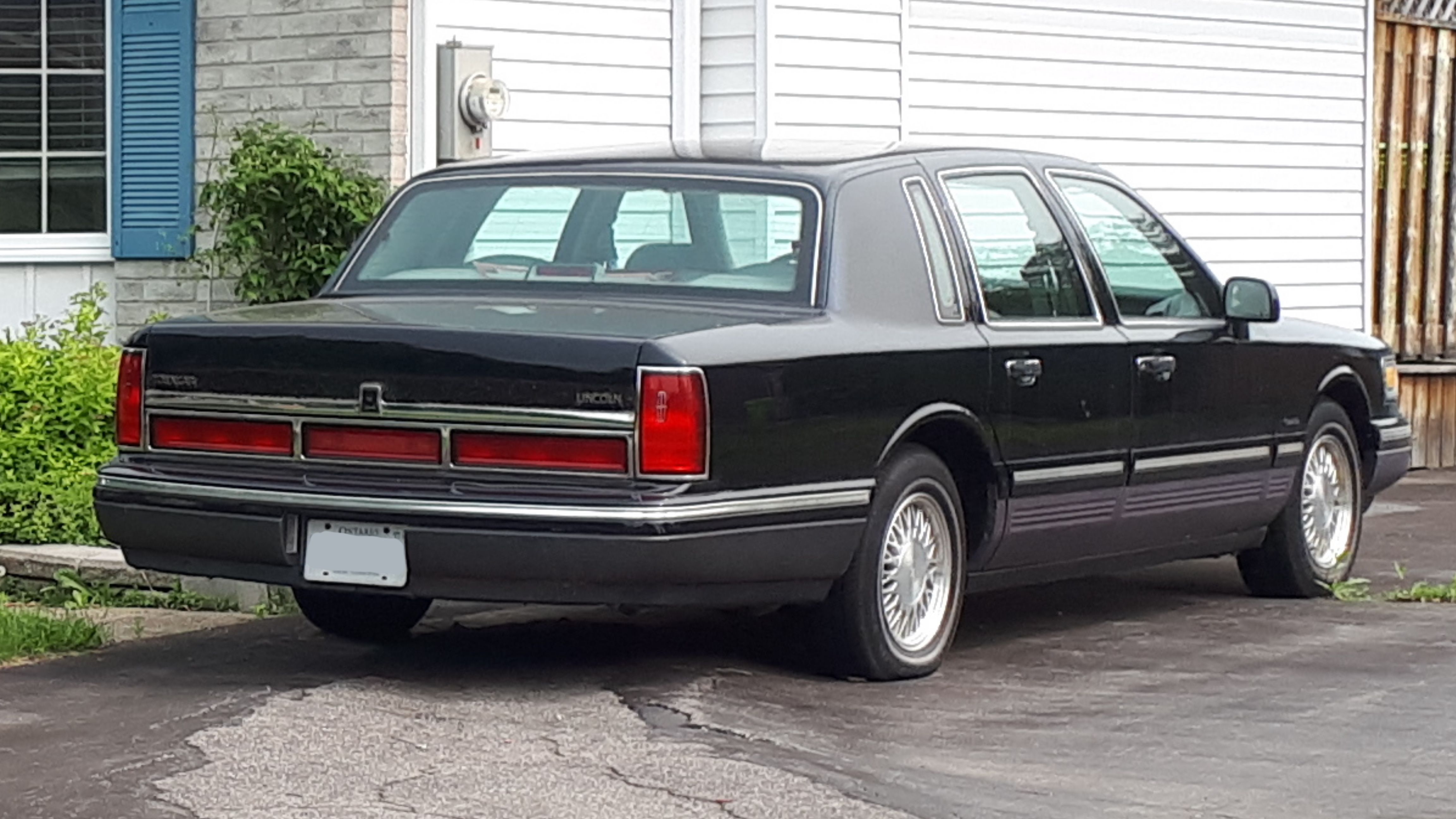
Вид Lincoln Town Car 2 ззаду

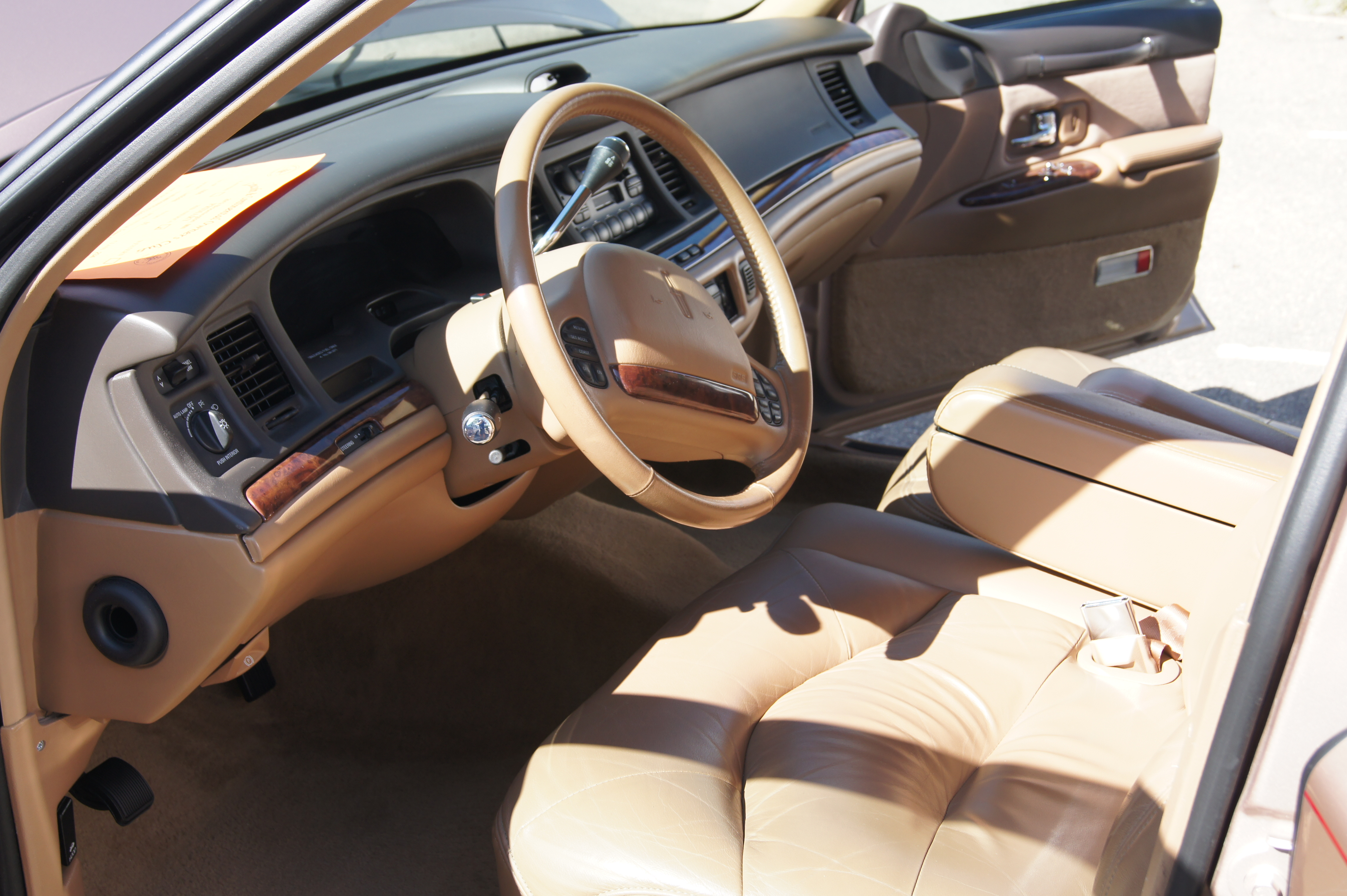
Салон Lincoln Town Car 2 (1996)

Через десять років перебування на ринку (дев'ять з них як Town Car) відносно незмінним, автомобіль Lincoln Town Car отримав масштабну переробку всередині і зовні, був запущений 5 жовтня 1989 року як модель 1990 року. В ході залучити нове покоління покупців до торгової марки Lincoln, Town Car прийняв куди більш сучасний імідж, привівши його у відповідність із Continental та Mark VII. Крім того, Town Car прийняв новий діапазон функцій безпеки та розкоші та відзначить дебют силового агрегату, який побачить використання у широкому спектрі автомобілів Ford Motor Company.
Lincoln Town Car другого покоління досяг успіху в продажах і став одним з найпродаваніших повнорозмірних розкішних седанів США. Протягом кінця 1980-х - початку 1990-х років продажі Town Car регулярно перевищували 100 000 одиниць, при цьому 120 121 Town Car продавалися лише в 1994 році. Після припинення Cadillac Fleetwood компанією General Motors після 1996 року Lincoln Town Car став єдиним класичним люксовим седаном, що продавався в США.
Town Car був названий автомобілем 1990 року журналом Motor Trend Car.

### Двигуни
- 1990: 4.9 л 5.0L Windsor V8 150-160 к.с. 366-380 Нм
- 1991–1997: 4.6 л Modular SOHC V8 190-210 к.с. 359-373 Нм

## Третє покоління (1998–2011)

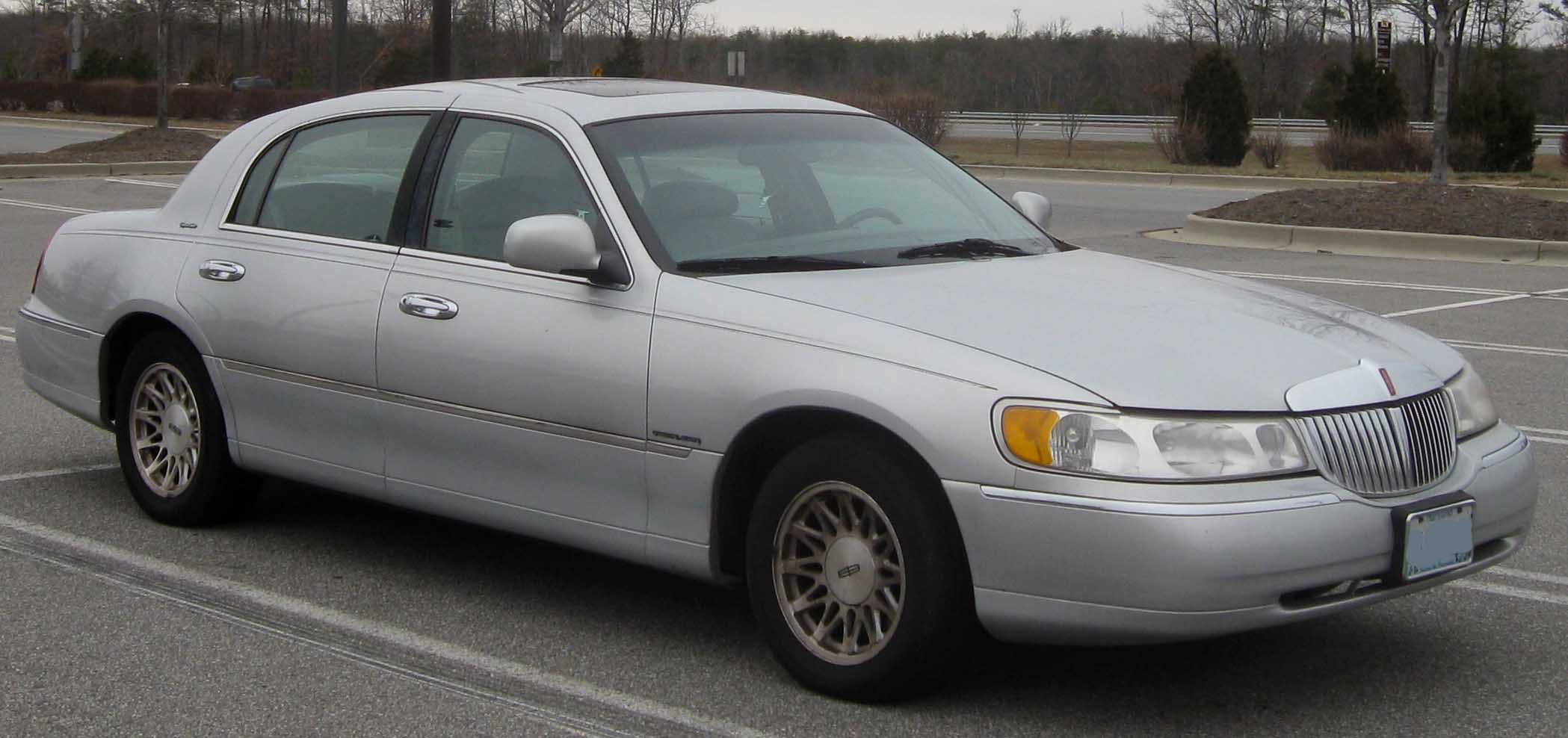
Lincoln Town Car 3 (1998–2002)

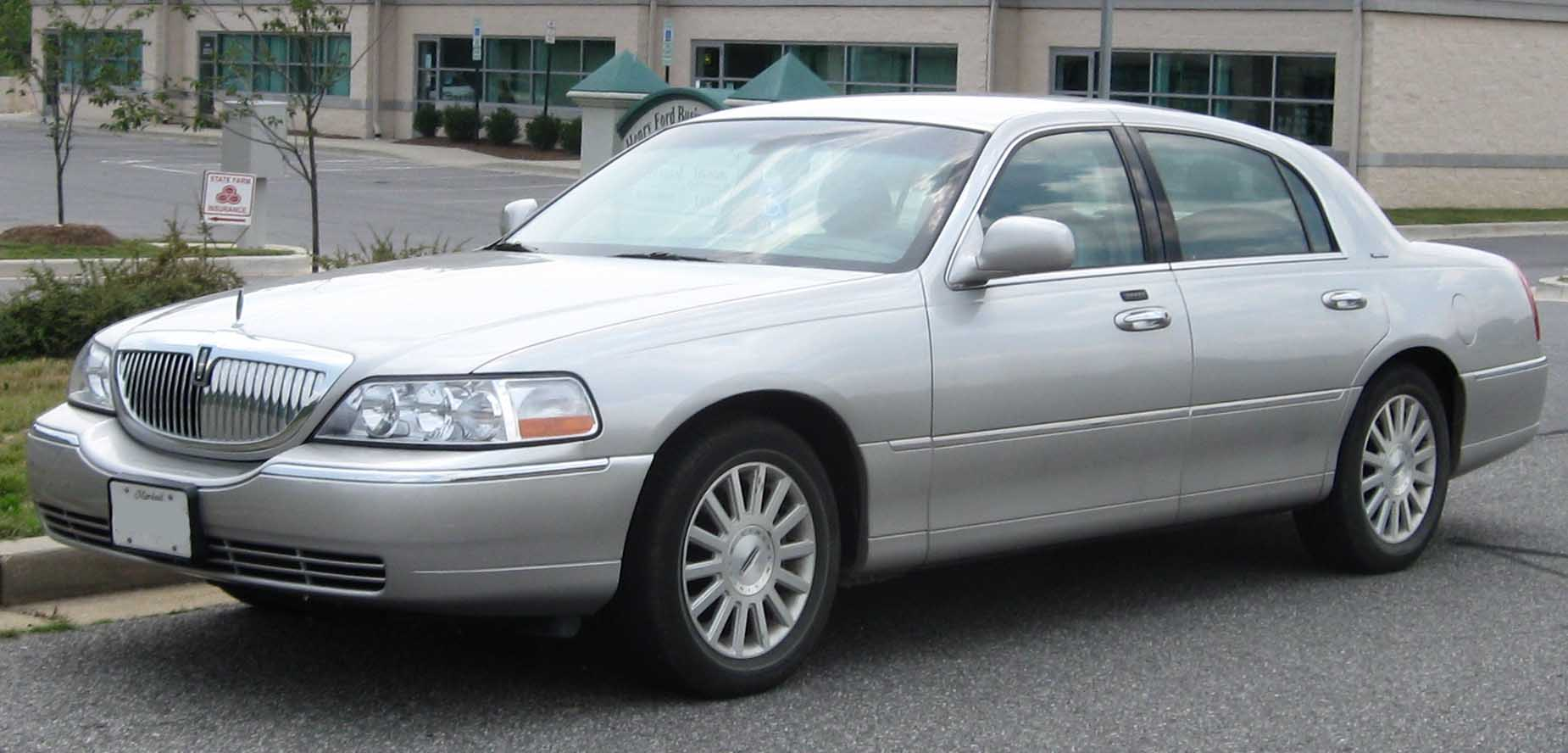
Lincoln Town Car 3 (2003–2011)

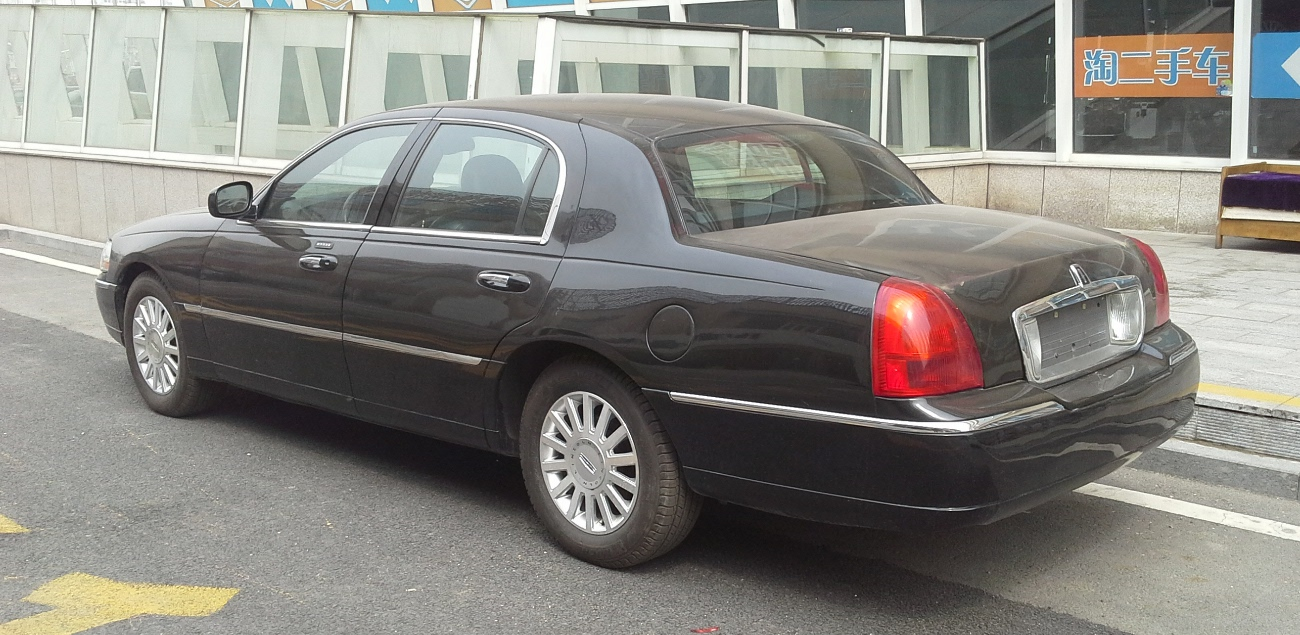
Вид Lincoln Town Car 3 ззаду

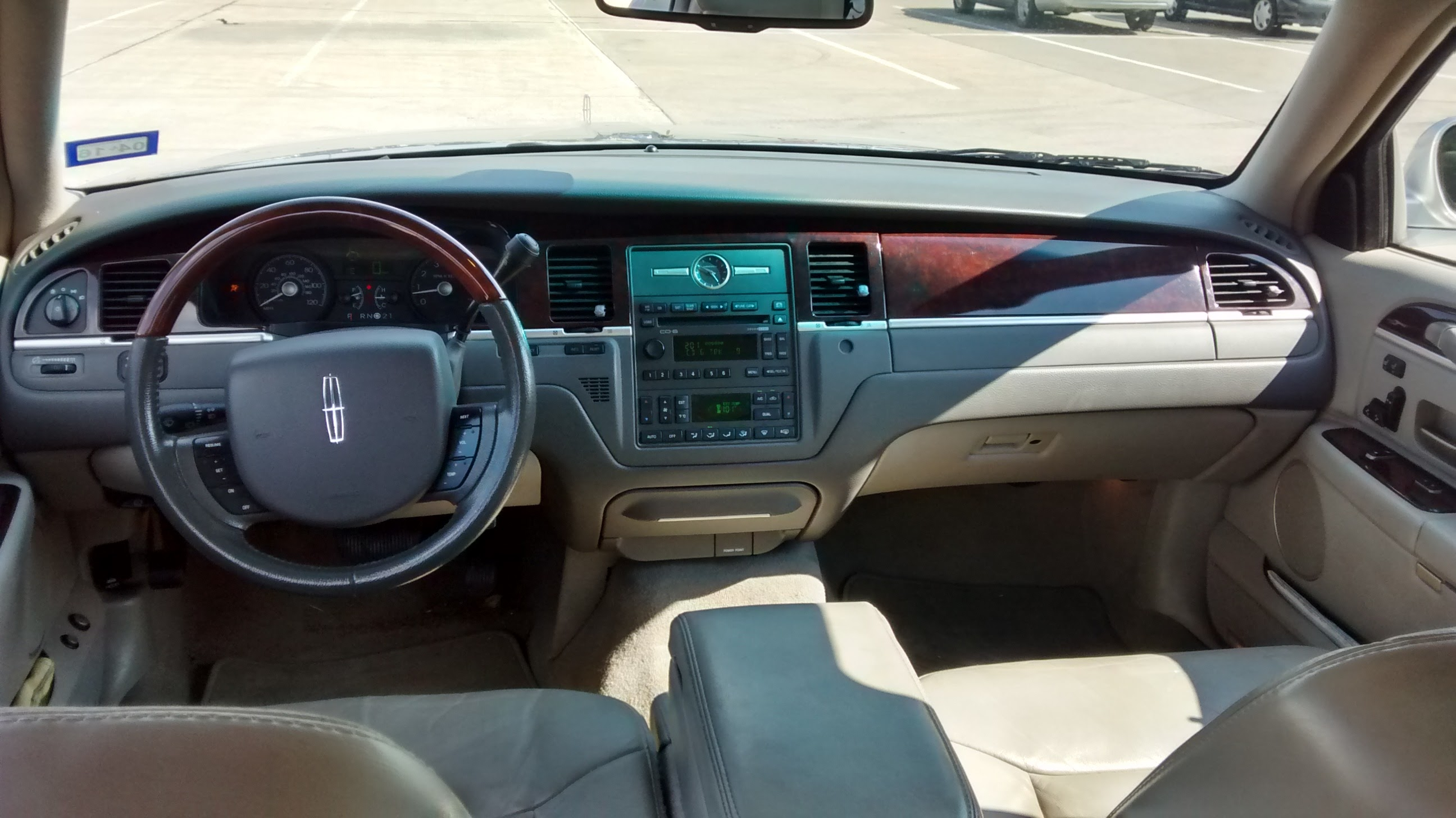
Салон Lincoln Town Car 3 (2006)

У 2006 році «Ford» розглядав питання про припинення виробництва застарілого Town Car у зв'язку із закриттям заводу Wixom Assembly Plant в місті Вікс, штат Мічиган (Wixom, Michigan). В кінцевому підсумку модель була збережена, однак її виробництво було перенесено в Канаду, на завод St. Thomas Assembly в місті Толбетвілль, провінція Онтаріо, Канада (Talbotville, Ontario), який вже займався випуском інших автомобілів на платформі Panther. Перший автомобіль зійшов з його конвеєра 10 січня 2008 року.
Town Car є одним з найбезпечніших автомобілів на ринку Північної Америки. Він відомий найвищою комфортабельністю і плавністю ходу, а також хорошою, для автомобіля таких розмірів і маси, гальмівною динамікою, в той час, як керованість і динаміка розгону не заслуговують найвищих оцінок. При довжині майже в 5,5 метрів (довгобазний Town Car L — 5,64 м), він є найбільшим в Канаді легковим автомобілем.
Незважаючи на поступове падіння рівня продажів, Town Car залишається одним із найпродаваніших американських автомобілів категорії «люкс». Крім цього, він знаходить хороший попит в країнах Середнього Сходу (переважно Кувейт та Саудівська Аравія), де повнорозмірні седани американського виробництва традиційно користуються великою популярністю.
Знятий з виробництва в 2011 році.

### Двигун
- 4.6 л Modular SOHC V8 205-239 к.с. 380-393 Нм

## Продажі
| Календарний рік | Продажі в Пн. Америці |
| --------------- | --------------------- |
| 1994            | 120,191               |
| 1995            | 92,673                |
| 1996            | 93,598                |
| 1997            | 92,297                |
| 1998            | 97,547                |
| 1999            | 84,629                |
| 2000            | 81,399                |
| 2001            | 66,859                |
| 2002            | 59,312                |
| 2003            | 56,566                |
| 2004            | 51,908                |
| 2005            | 47,122                |
| 2006            | 39,295                |
| 2007            | 26,739                |
| 2008            | 15,653                |
| 2009            | 11,375                |
| 2010            | 11,264                |
| 2011            | 9,460                 |
| 2012            | 1,001                 |
| Всього          | 1,058,888             |